# Lost in America
Lost in America, Brasil: Relax , é uma comédia cinematográfica estadunidense de 1985 dirigido por Albert Brooks.
O filme faz parte da lista dos 1000 melhores filmes de todos os tempos do The New York Times.

## Ligações Externas
Relax. no IMDb. 